# Lotononis mucronata
Lotononis mucronata är en ärtväxtart som beskrevs av Paul Conrath. Lotononis mucronata ingår i släktet Lotononis och familjen ärtväxter. Inga underarter finns listade i Catalogue of Life.